# Afroroncus kikuyu
Afroroncus kikuyu är en spindeldjursart som beskrevs av Volker Mahnert 1981. Afroroncus kikuyu ingår i släktet Afroroncus och familjen Ideoroncidae. Inga underarter finns listade i Catalogue of Life.